# Skeptrostachys rupestris
Skeptrostachys rupestris là một loài thực vật có hoa trong họ Lan. Loài này được (Lindl.) Garay miêu tả khoa học đầu tiên năm 1980.